# Mikołaj z Kutna
Mikołaj z Kutna (Mikołaj Kucieński) herbu Ogończyk (ur. ok. 1430, zm. 2 października 1493) – wojewoda rawski (1465–1467), łęczycki (1467–1493),  starosta generalny Wielkopolski (1484–1493), stolnik i starosta gostyniński w 1461 roku, poborca podatków gostyniński w latach 1485–1486.
Bliski współpracownik króla Kazimierza IV Jagiellończyka. Był gwarantem pokoju toruńskiego 1466 roku. Posiadał również dwa starostwa gostynińskie, a ponadto, przez krótki okres, także wieluńskie. Towarzyszył królewiczowi Władysławowi w jego wyprawie po koronę Czech w 1471 r. Brał udział także w wojnie śląskiej 1474 r. z Maciejem Korwinem. W 1485 roku wybierał poradlne w ziemi łęczyckiej.
W 1484 roku ufundował kościół w Kutnie.